# Serge Safran
Pour les articles homonymes, voir Safran.
Serge Safran, né à Bordeaux en 1950, est un auteur et éditeur français, cofondateur des éditions Zulma et fondateur de Serge Safran éditeur,.

## Biographie
Il a passé quasiment toute son enfance au Bouscat, banlieue maraîchère de sa ville natale, non loin de l’Océan Atlantique et des Pyrénées.
Après des études de lettres modernes – couronnées par un mémoire de maîtrise intitulé Dracula et l’idéologie du progrès scientifique –, des études dans le domaine des relations publiques et plusieurs voyages en Asie par la route, il abandonne l’Éducation nationale pour publier sa poésie, notamment Le Chant de Talaïmannar en 1978, et vivre en communauté dans le Gers.
Il s’installe ensuite à Paris. Après divers emplois précaires (magasinier, enquêteur, journaliste de variétés, enseignant pour étrangers en exil), il réintègre l’Éducation nationale pour une longue période comme professeur de lettres en lycée et collège, à temps partiel, dans la banlieue parisienne, notamment à Sarcelles.

## Auteur et éditeur
Parallèlement, il s’engage dans la vie éditoriale, d’abord en animant la revue Jungle et les éditions du Castor astral, puis en fondant sa propre maison d’édition, Zulma, avec Laure Leroy, en 1991, sous la bannière de Tristan Corbière dont il publie Les Amours jaunes en édition de poche. Il a exercé également une activité de critique dans différents journaux, comme Sud Ouest, par exemple, mais surtout au Magazine littéraire, où il devient spécialiste des revues. Serge Safran continue de  publier de la poésie (Épreuves d'origine, Dans l'étreinte du temps, Éléments de survie) mais aussi du théâtre (La Nuit d'Arkos), un essai (L'Amour gourmand, libertinage gastronomique au XVIIIe siècle), des écrits intimes (Lettres gersoises, L'Année Alison, ou comment survivre en amour à l’âge fatidique de 36 ans), érotiques (Heures tendres) et un premier roman, La Stagiaire, en 2008. Comme il continue de voyager, en Amérique mais surtout en Asie, on lui doit quelques récits de voyage dont De l'autre côté du Ladakh, réédité vingt ans après sous le titre Carnet du Ladakh. En 2011, il crée, au sein de Zulma, le label Serge Safran Éditeur qui "propose deux à trois titres par an de littérature française contemporaine". Ses deux premières publications sont Nouvelles vénitiennes de Dominique Paravel et La maison Matchaiev de Stanislas Wails.

## Journal
On peut dire aujourd’hui que ses activités éditoriales l’ont emporté sur le reste et qu’entre divers voyages en Corée ou en Europe, entre la Grèce et l’Italie, notamment Venise qu’il affectionne, Serge Safran poursuit ses publications personnelles, notamment son journal intime, L'Écueil de naître, dans La Revue littéraire.